# Йовлой
Йо́влой, Евло́евы — крупнейший ингушский тейп, численность которого составляет около 130 тысяч человек. Включает в себя около 60 ингушских фамилий (патрони́мий; ингуш. ваьр или никъ/наькъан). Йовлой происходят из древних городов-поселений горной Ингушетии: Тиша Йовли, Йовли, Ний, Пялинг, Нийкоте, Мусийкъонгийкоте, а также средневекового селения Ахки-Юрт (ныне с. Сунжа Пригородного района Северной Осетии). В прошлом Евлоевы также владели урочищами в селениях Архотского ущелья Грузии: Ахиели, Амга и Чимга.
Евлоевы проживают в различных регионах Российской Федерации, в основном в Ингушетии, также проживают в Северной Осетии и Чеченской Республике. За рубежом представлены в ингушских диаспорах стран Европы и Ближнего Востока.

## История
В январе 1999 года учреждён Герб Евлоевых, армигером которого является Евлоев Даут Исаевич, и под номером 434 внесён в 3-й том Гербового Матрикула Всероссийского геральдического общества.

## Фамилии
Тейп Йовлой включает в себя следующие ингушские фамилии:
| Абадиевы Абубакаровы (с. Валерик) Акбулатовы (с. Валерик) Акиевы Алиевы (не все) Альтемировы Арсамаковы Ахмадовы (не все) Байсаевы (с. Шалажи) Балхаевы Богометовы Бузуртановы (не все) Бураловы (с. Бамут) Ведажиевы Ведзижевы (не все) Визгиевы Гадаевы (с. Валерик, с. Шалажи) Газгиреевы Гайсановы Гелисхановы Гозиевы Дзейговы Дзейтовы (не все) Довтгиреевы Долтгиреевы | Елоевы Зибукаевы (с. Шалажи) Зуриевы Ибрагимовы Идрисовы (с. Валерик) Измайловы Куркиевы Маскуровы Мездоевы Мизгиевы Мизиевы (не все) Мурдуловы Мусаевы (с. Гойты) Мусиевы Мусостовы Ногаевы Оздамировы (с. Валерик) Ораковы Орцхановы (не все) Партиевы Саговы Солтамаковы Солтамурадовы Сулеймановы (с. Валерик) Сурхоевы | Тачаевы (с. Валерик) Товбулатовы (с. Валерик) Фатхильговы Ульбиевы (с. Валерик, с. Гойты) Умалатовы (с. Валерик) Хамчиевы (не все) Хугоевы Хулаевы (с. Валерик) Хумиевы (с. Валерик) Цукиевы Чариевы Чекуевы (с. Гойты) Чемборзовы Чозиевы Чокиевы Чориевы Чукиевы Чукуевы Чуриевы Чумаковы |

## Галерея

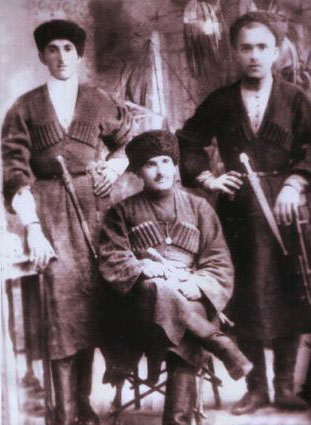
Представители тейпа Йовлой
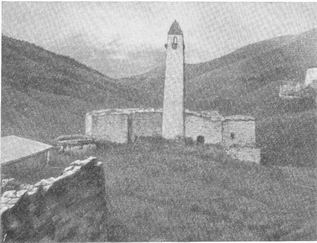
Замок Евлоевых в селении Пялинг. Щеблыкин И.П., 1929 г.
Берд Евлоев — борец («Лев Кавказа»)